# Hyperia
Hyperia (Hyperia galba) – żyjący w Morzu Bałtyckim drobny obunóg. Jego cechą charakterystyczną jest duża głowa z wielkimi, czerwonawymi oczami złożonymi, przypominającymi oczy much czy ważek nie tylko budową, ale i wielkością. Ciało w czerwone plamki, wyróżnia się zwartością i jest dość wysokie. Czułki samców są znacznie dłuższe, niż samic; obie płcie różnią się też nieco proporcjami ciała. Długość do 1,2 cm u samców i 2 cm u samic (w Bałtyku do 0,5 cm).
Hyperia zamieszkuje przez większość życia jamy gastralne meduz, głównie chełbii i bełtwy. Zwyczajowi temu skorupiak ten zawdzięcza niemiecką nazwę "kiełża meduzowego" (Quallenflohkrebs). Zimą hyperia prowadzi życie w toni wodnej, stanowiąc pospolity składnik planktonu, lub też bytuje na dnie. Rozmnażanie się ma miejsce w okresie jesienno-letnim.
Hyperia jest gatunkiem arktycznym. W Morzu Bałtyckim występuje w wodach głębszych, zimniejszych i bardziej zasolonych. Zamieszkuje ona również duże obszary północnego Atlantyku i Pacyfiku. Spotykana jest we wszystkich morzach europejskich, oprócz Czarnego i Azowskiego.
W Bałtyku można spotkać czasem nieco podobną metopę.